# 38667 de Lignie
38667 de Lignie este o planetă minoră (asteroid), cu un diametru de 1,982 km, din centura de asteroizi. A fost descoperită pe 29 iulie 2000 la Stația Anderson Mesa de Lowell Observatory Near-Earth-Object Search. 
Obiectul prezintă o orbită caracterizată de o semiaxă mare de 2,6050107 UAi, o excentricitate de 0,24, o înclinație de 3,73873 ° în raport cu ecliptica.